# آنی ای
آنی ای (ژاپنی: Inō Shizuka؛ زادهٔ ۴ مارس ۱۹۶۹) یک خواننده، و هنرپیشه اهل تایوان است.